# 中華民國陸軍步兵第二五七旅
陸軍步兵第二五七旅，為中華民國國軍駐守於臺灣嘉義縣的陸軍部隊，編配在陸軍第十軍團指揮部。隊名「軍魂部隊」。部隊番號傳承自陸軍步兵第二五七師。

## 沿革

### 大陸時期
- 1931年，前身為國民革命軍第三十九師，成軍於河南。為西北軍龐炳勛之部隊。
- 1937年，抗戰時亦響應國民政府開赴前線作戰，在徐州會戰時以一師之兵擋住了日軍第5師團進攻臨沂，並成功支撐到張自忠率領五十九軍前來救援擊退來犯日軍，成為台兒莊戰役勝利的基石。因徐州會戰軍功，龎炳勳榮升第三軍團之軍團長，兼任第四十軍軍長與第三十九師師長。在河北省作戰上主要是依靠敵後游擊戰為主，隨著日軍在華北的反游擊、清勦掃蕩下，24集團軍在當地折兵損將。
- 1945年10月，第三十九師在邯郸战役中被八路軍晋冀鲁豫军区全殲。戰後，第四十軍及第三十九師重建。
- 1946年，第四十軍改編為整編第四十師，第三十九師依次改編為整編第三十九旅，司元愷任旅長，隸屬整編第二十六軍。1947年3月，該軍改隸第十二綏靖區後，奉命參加了豫北戰役、鲁西南战役。1947年6月至9月，在高山鋪戰役中，與解放軍第二野戰軍第一縱隊、第六縱隊激戰二十九小時，第三十九旅一個團被解放軍殲滅。戰後，在河南安陽、新鄉休整補充後，第二次重建第三十九旅。
- 1948年9月，整編第四十師恢復第四十軍番號，第三十九旅改為第三十九師，隸屬第十二綏靖區。11月初，在徐蚌會戰中，第三十九師奉命由安陽開赴徐州參戰，編入李彌第十三兵團。此戰中，第四十三師在陳官莊被華東野戰軍全殲。戰後，在安陽第三次重建第四十三師，守備安陽。
- 1949年4月，在安新戰役中，解放軍第四十二軍全殲國軍第四十三師。戰後，第四次重建。1949年國共內戰失敗而轉進台灣[2]。

### 台灣時期
第三十九師來到台灣後，駐澎湖時只剩五百餘人，因此將山東的流亡學生、山東保安旅一部及青島市警察局部份員警編實，1952年後改番號為第五十七師。
- 1976年，更改番號為陸軍步兵第二五七師，並賜名軍魂部隊，以紀念第七十四軍並以此整改重建繼承其歷史。[4]
- 1977年11月，中壢事件爆發前1星期，部隊奉召實施「祥和專案」進駐附近國小戰備，19日當天部隊前往鎮壓，配備M16步槍，未上刺刀。
- 1984年，師部移防嘉義崎頂，與陸軍步兵第三○九師（嘉禾部隊）併編，擔任新訓任務。
- 1999年8月1日，因實施「精實案」，陸軍步兵二五七師更銜為陸軍步兵一六九旅，部隊代號飛馬部隊。
- 2005年4月1日，因實施「精進案」，陸軍步兵一六九旅改銜為後備第九○六旅，移編至國防部後備司令部。
- 2013年1月8日，因應「精粹案」，國防部後備司令部裁編為國防部後備指揮部，後備第九○六旅改銜為陸軍步兵第二五七旅，移編回國防部陸軍司令部。部隊代號恢復為軍魂部隊，以傳承原陸軍步兵第二五七師番號。

### 與第七十四軍關係
第七十四軍是抗戰期間組建起來的一隻國軍部隊，管轄第五十一師、五十七師、五十八師。該軍在抗戰中戰功卓著，所向披靡，被譽名為抗日鐵軍。該軍於內戰期間整編為整編第七十四師，於孟良崮戰役被殲，隨後曾兩次重建，分別於徐蚌會戰、福州戰役被殲，最終第七十四軍殘部全編入第五十一師，退至平潭島，同第七十三軍併編入第五十二軍。
起初本原第三十九師整編為第五十七師，隨後改番號以軍魂部隊以紀念第七十四軍並以示重建此一部隊的歷史傳承。由於內戰因素部隊難以擁有原部隊官兵的“血緣”關係，但稱號依然是作為非常象徵性於軍隊的榮譽和傳統，以表示薪火相傳。

## 編制

### 指揮管轄
- 旅長 一位 上校

#### 直屬單位
- 旅部連（精北營區）
- 通信連（精北營區）

#### 下轄單位
- 步兵第一營（戰支連+步兵連×3+火力連）（精北營區）
- 步兵第二營（戰支連+步兵連×3+火力連）（精北營區）
- 步兵第三營（戰支連+步兵連×3+火力連）（精南營區）
- 步兵第四營（戰支連+步兵連×3+火力連）（精南營區）
- 步兵第五營（戰支連+步兵連×3+火力連）（精北營區）
- 砲兵營（營部連+砲兵連×3）（精南營區）

## 部隊隊歌
軍魂軍魂徐州成軍，北伐抗戰威名震；

衛首都，戰長城，常德殲敵建奇勳，孟良崮撼日月，黃埔精神振軍魂。

軍魂軍魂寶島成軍，臥薪嘗膽戰志昂；

紀律嚴，訓練精，指日揮戈掃赤氛，渡海峽復神州，還我河山振軍魂。

## 隊徽含義
青天白日國徽代表對國家的忠誠；四道閃電代表抗戰期間參加的長衡（長沙-衡陽戰役，又稱衡陽保衛戰）、上高、常德、湘西等四大會戰。城池表示孟良崮戰役，發揮犧牲團結的黃埔精神；裂痕代表氣壯山河、撼動山岳的愛國情操。

## 相關
- 國民革命軍第三十九師
- 國民革命軍第七十四軍

## 引用
1. ↑  . ETtoday新聞雲. 2021-04-30  [2021-04-30]. （原始内容存档于2021-05-14）.
2. ↑  李新總主編，中國社會科學院近代史研究所中華民國史研究室編，韓信夫、姜克夫主編 (编). . 北京: 中華書局. 2011. ISBN 978-7-1010-7998-2.
3. ↑  撤台前後的陸軍整編https://m.xuite.net/blog/wilson8518/twblog/184346565 （页面存档备份，存于）
4. ↑  國軍來台後師建制番號整編沿革https://m.xuite.net/blog/south8/twblog/181954955 （页面存档备份，存于）